# Agatha Grigorescu-Bacovia
Agatha Grigorescu-Bacovia (ur. 8 marca 1895 w Mizil, zm. 12 października 1981 w Bukareszcie) – rumuńska poetka. Żona znanego rumuńskiego poety George Bacovii.

## Życiorys
Agatha Grigorescu urodziła się w Mizil. Ponieważ jej matka zmarła wkrótce po porodzie została wychowana przez ciotkę. Jej ojciec Serban Grigorescu, który handlował winem zbankrutował i zarabiał podejmując się drobnych prac. Zmarł gdy Agatha miała 14 lat. Wyjechała do Bukaresztu, gdzie pracowała w firmie ubezpieczeniowej. Ukończyła liceum oraz filologię rumuńską na Uniwersytecie Bukaresztańskim. Georga Bacovię poznała w 1916 roku w Bukareszcie. Był od niej 14 lat starszy. W 1928 roku wyszła  niego za mąż, a w 1932 roku urodziła ich syna Gabriela. Pracowała jako nauczycielka. Po uzyskaniu kredytu w 1933 roku kierowała budową ich domu w Budapeszcie. Powstał on w ciągu miesiąca i poeta mieszkał w nim do śmierci. Agatha po śmierci męża dbała o zachowanie pamięci po nim i jego dziedzictwa. W 1958 roku zaproponowała utworzenie muzeum w domu w którym wspólnie mieszkali. Powstało ono dopiero w 1966 roku i obecnie nosi nazwę Casa memorială „George și Agatha Bacovia”. Znajduje się przy ulicy George Becovii i jest filią Narodowego Muzeum Literatury Rumuńskiej (Muzeul Național al Literaturii Române). Agatha mieszkała w tym domu do śmierci, a potem kustoszem był syn Gabriel.

## Twórczość
Zadebiutowała w 1918 roku w czasopiśmie Scena. Opublikowała tomiki poezji:
- Armonii crepusculare (1923)[8]
- Muguri cenușii (1926)[8]
- Pe culmi de gând (1934)[8]
- Lumină (1965)[9]
- Cu tine noapte (1969)[10]
- Versuri (1970)[11]
- Efluvii (1977)[12]
- Șoaptele iubirii (1979)[13]

Oraz wspomnienia:
- Bacovia. Viața poetului (1962)[14]
- Poezie sau destin. Viața poetei (1971)[15]
- Poezie sau destin, III George Bacovia. Ultimii săi ani (1981)[16]